# Tombeau des Rois

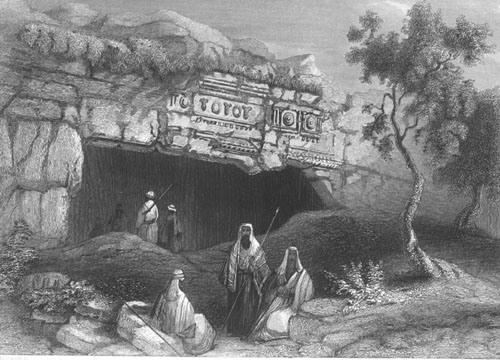
Entrée ouest du tombeau des Rois. XIXe siècle.

Le tombeau des Rois (en hébreu : קברי המלכי יְהוּדָה ; en arabe : قبور السلاطين) est un ensemble de tombes juives monumentales de Jérusalem, taillées dans le roc et datant de la période du Second Temple. 
Il est situé au 46 rue Saladin (Salah Ad-din), à Jérusalem, à 820 m au nord des murs de la vieille ville, près de la porte de Damas dans le quartier de Cheikh Jarrah. 
Le site appartient au domaine national français en Terre sainte depuis la fin du XIXe siècle, après avoir été offert à la France par la famille Pereire en 1886. Les frères Émile et Issac Pereire l’avaient préalablement acquis en 1878 - une plaque commémorative est conservée dans la cour de la grande synagogue de Paris, la Victoire.
Le monument est entièrement creusé dans la roche. Il comprend un escalier monumental, des bains rituels, une cour immense, un vestibule et des salles hypogées qui renferment trente et une tombes. Les grandes dimensions du site ont conduit à la croyance erronée qu'il était le lieu de sépulture des rois de Juda, d'où le nom de tombeau des Rois. Mais les tombes sont maintenant considérées comme étant le tombeau de la reine Hélène d'Adiabène, une région d'Assyrie, ou bien de Ben Kalba Savoua et de Nakdimon [Nicodème] ben Gorion, deux philanthropes connus à l'époque du Second Temple.

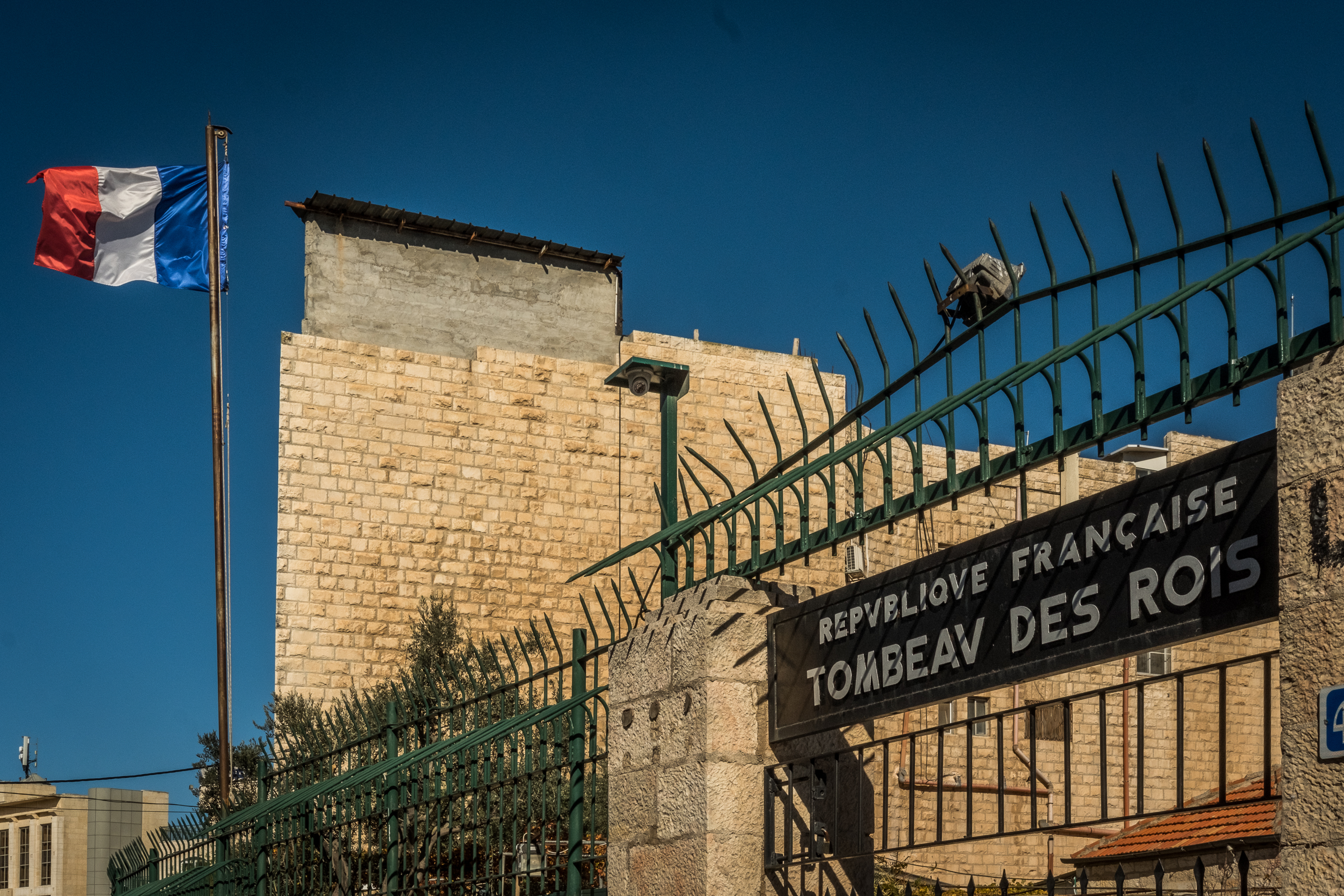
Le site appartient au domaine national français en Terre sainte depuis la fin du XIXe siècle.

## Situation
Le site se trouve au centre de Jérusalem, dans la partie nord de la ville, à la jonction de la route de Naplouse et de la rue Saladin. Sur la porte de la propriété est inscrit « Tombeau des Rois ». Il est tout proche du siège du British Council et de la maison d'Orient, qui date du XIXe siècle.

## Description du site
De prime abord, le site peut dérouter le visiteur, car il ne comporte aucun bâtiment, si ce n'est une petite maison, tout à gauche, à l'usage du personnel de sécurité. Cette maison a été construite par une famille musulmane appelée Irhimeh (ارحيمه) et qui l'a habitée jusqu'au milieu des années 1990.
Une fois franchi le mur d'enceinte, le visiteur accède à un vaste terrain qui semble plat. Au premier plan, il découvre une grande terrasse, puis à l'arrière-plan, un immense fosse. Il s'agit de la cour principale rupestre du tombeau, située bien plus bas que le niveau actuel de la rue. Deux escaliers permettent d'y accéder : l'un, antique et monumental, à droite, et l'autre, moderne et métallique, à gauche, réservé en cas de nécessité.

### Escalier, avant-cour et bains rituels

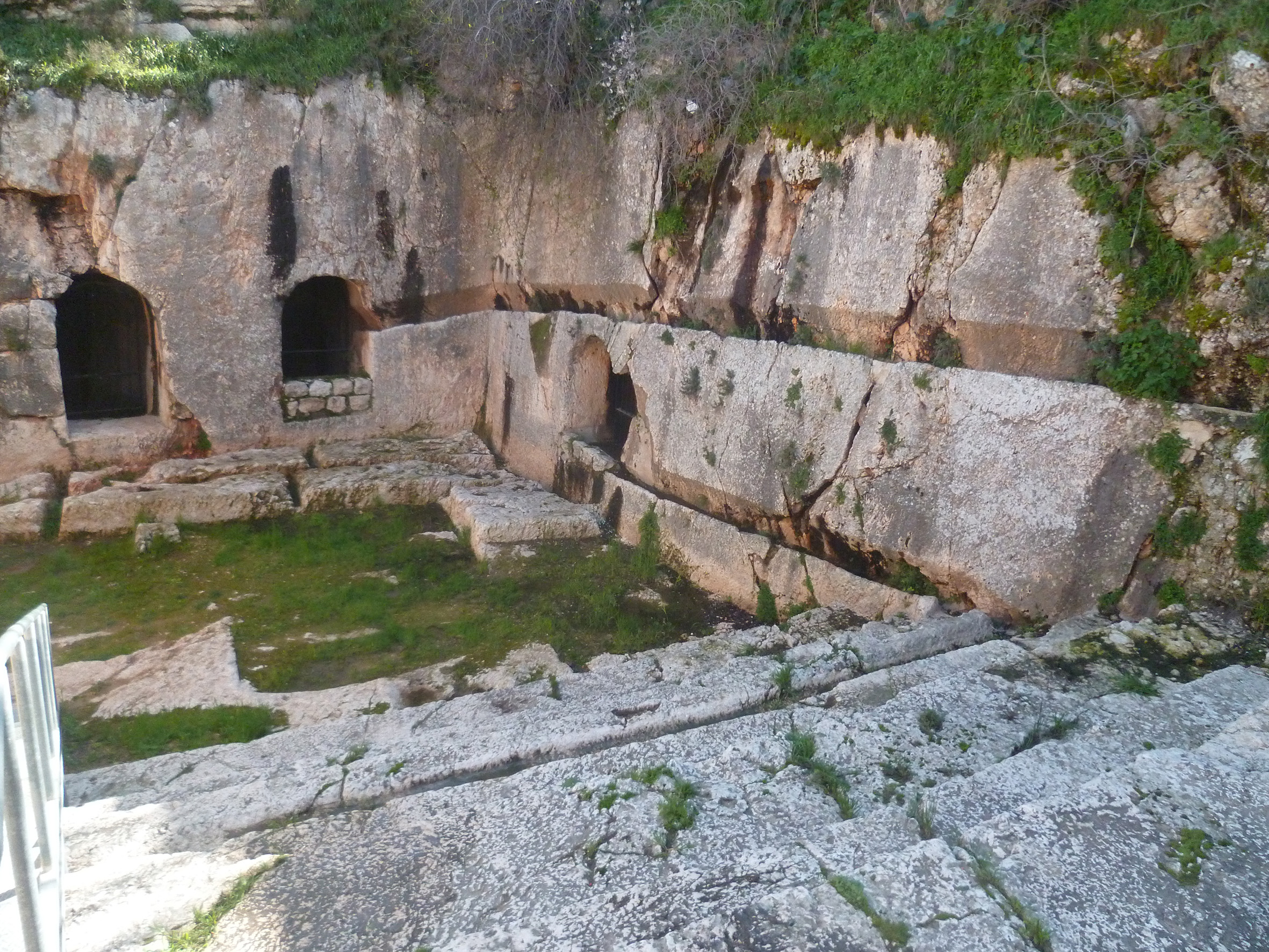
L'escalier monumental et les bains rituels.

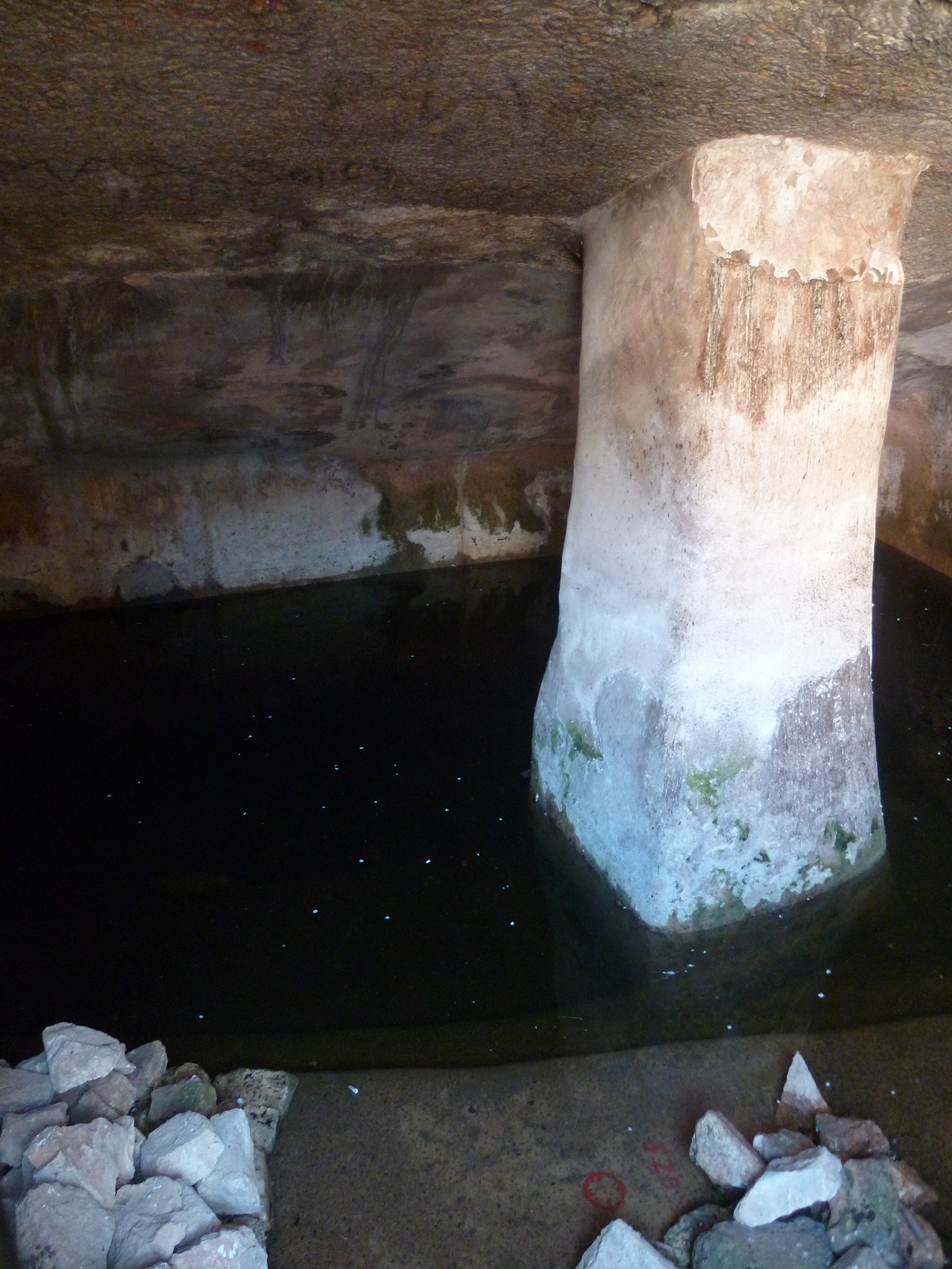
Intérieur d'un des bains rituels.

Le parcours de la visite emprunte, à droite, l'escalier monumental, large de 9 mètres, taillé dans le roc et qui conduit à une avant-cour. Les marches de l'escalier sont inégales ; elles rappellent les escaliers qui menaient au Second Temple de Jérusalem. Deux longs canaux taillés dans la paroi rocheuse, du côté droit le long de l'escalier, recueillent les eaux de pluie (qui ruissellent le long de la paroi et, surtout, qui sont collectées depuis les marches de l'escalier par le biais d'un astucieux système de petites rigoles).
Ces eaux pluviales alimentent, au bas de l'escalier, des citernes creusées dans la roche, à la manière de grottes, situées au même niveau que le tombeau voisin. Ces citernes forment des bains rituels qui permettaient aux visiteurs d'effectuer leurs ablutions, conformément aux rites de purifications du judaïsme. 
Ce système, toujours fonctionnel, respecte la tradition juive qui recommande que la première quantité d'eau déversée dans ces bains le soit de manière naturelle.
L'entrée dans la cour principale où se situe le tombeau proprement dit se fait via un arc taillé dans le roc, du côté gauche, en bas de l'escalier.

### Cour principale et tombeau
La cour est vaste. Trois des quatre côtés sont de simples parois rocheuses, dont l'une, percée de l'arc, permet de gagner l'escalier monumental. Le quatrième côté est l'imposante façade du tombeau.

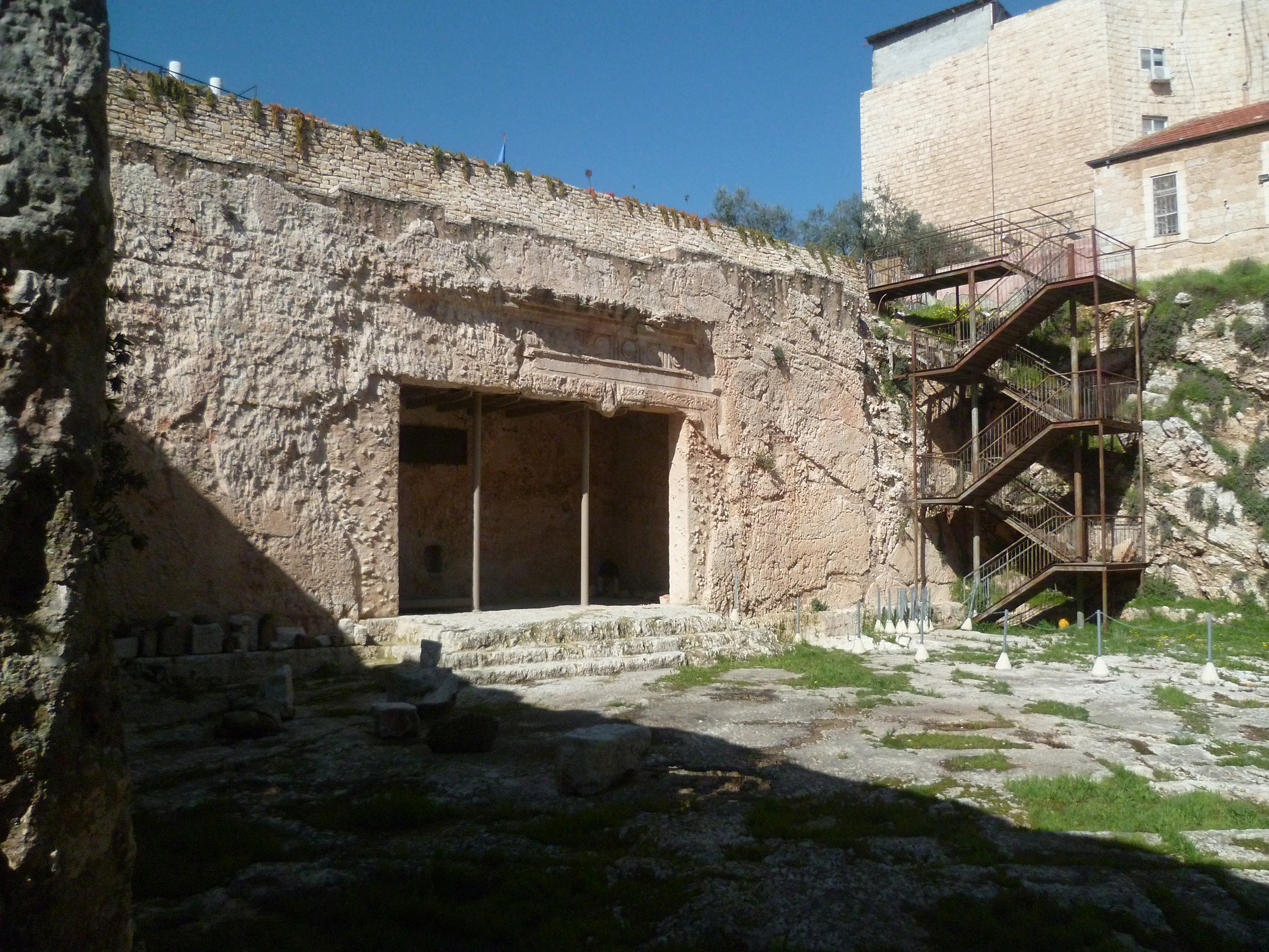
La façade du tombeau, une fois l'arc de l'avant-cour franchi.

Cette façade de 28 mètres était couronnée de trois pyramides, qui n'existent plus mais qui sont décrites par Flavius Josèphe et par d'autres auteurs antiques. L'architrave était soutenue par deux piliers, dont des fragments ont été retrouvés lors des fouilles. Ils sont remplacés depuis les restaurations de 2017 par deux étais métalliques. 
Les tombes sont disposées sur deux niveaux autour d'une chambre centrale et se composent de trois grandes pièces. La chambre centrale est accessible depuis la cour par une antichambre qui descend dans un labyrinthe de chambres faiblement éclairées. L'accès de l'antichambre depuis la cour extérieure pouvait être fermé hermétiquement en roulant une lourde pierre ronde en travers. La pierre est demeurée in-situ. Au Ier siècle apr. J.-C., un « mécanisme secret », actionné par la pression de l'eau déplaçait la pierre. Probablement une petite quantité d'eau activait un système de contrepoids qui permettait d'ouvrir la tombe. C'est de ce mécanisme dont parlait Pausanias le Périégète au IIe siècle.

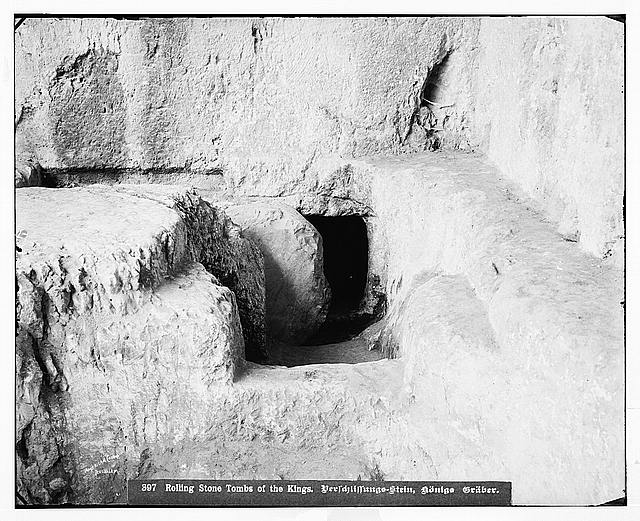
La pierre ronde qui permettait de fermer l'accès de l'antichambre, dont le mécanisme hydraulique fonctionnait encore au IIe siècle.

Deux des huit chambres funéraires disposent d'arcosolium, lieu de repos composé d'un banc coiffé d'une arche au-dessus de lui. Certains de ces arcosolium possèdent des niches triangulaires, où des lampes à huile étaient placées pour donner de la lumière pendant l'inhumation et la préparation des corps.
Les deux types de tombes les plus courants du Ier siècle apr. J.-C. sont tous deux présents dans ce complexe funéraire.
Les tombes sont vides aujourd'hui, mais au moment des fouilles, elles abritaient plusieurs sarcophages. Ceux-ci ont été étudiés par une mission archéologique française dirigée par Félicien de Saulcy, et par la suite emmenés au musée du Louvre.
L'un des sarcophages en pierre calcaire sobrement sculpté portait l'inscription Tzada Malchata (צדה מלכתה, reine Sadah ou Saddan) en araméen et en syriaque. Ce sarcophage a été attribué à la reine Hélène. Les décorations et l'architecture du complexe funéraire sont séleucides, ce qui cadre avec cette identification.
Les chambres funéraires ne sont pas ouvertes à la visite.

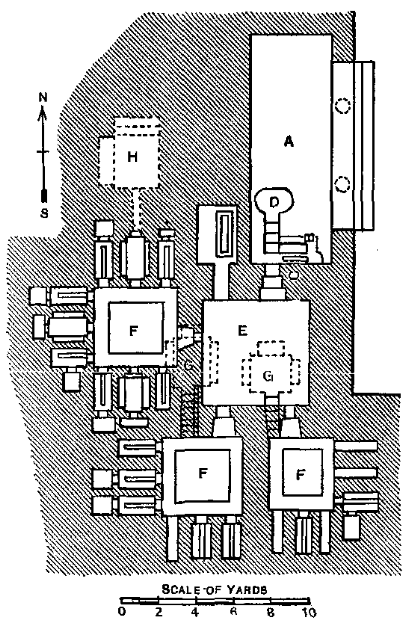
Plan du tombeau.

## Identification du site
Aujourd'hui, les historiens s'accordent pour dire que le tombeau est celui construit par Hélène, reine d'Adiabène (un royaume correspondant à peu près aux frontières des territoires kurdes aujourd'hui et situé entre l'Assyrie et l'Arménie). Au Ier siècle, cette région de l'Assyrie en Mésopotamie était un royaume vassal tantôt de l'Empire parthe, tantôt du royaume d'Arménie.
À la mort de Monobaze Ier (v. 30), la totalité des membres de la famille royale d'Adiabène (dynastie Monobaze) s'étaient convertis au judaïsme.
L'origine de l'identification de ce tombeau à celui d'Hélène d'Adiabène vient de Flavius Josèphe, qui parle du tombeau dans lequel Monobaze a fait ensevelir son frère Izatès II et sa mère Hélène.

« Revenue en Adiabène, elle [Hélène] ne survécut guère à son fils lzatès. Monobaze envoya ses os et ceux de son frère à Jérusalem et les fit ensevelir dans les trois pyramides que sa mère avait fait construire à trois stades de la ville. »

Dans sa Guerre des Juifs, Flavius Josèphe nous apprend que le « monument d'Hélène » était situé au nord de Jérusalem, ce qui correspond à l'emplacement du tombeau des Rois. Deux autres passages aident à la localisation du tombeau d'Hélène. Un extrait des Antiquités judaïques de Flavius Josèphe permet de mieux situer l'enceinte du mur d'Agrippa.
Le récit de Saint Jérôme, qui décrit le parcours d'une certaine Paula venant de Jaffa et passant à proximité du tombeau d'Hélène en entrant à Jérusalem, a aussi été utilisé pour cette localisation,.
Au Ier siècle, la reine Hélène est venue s'installer en Judée après la mort de son mari Monobaze Ier et l'intronisation de son fils Izatès II comme roi d'Adiabène. À ce moment-là, elle-même, le roi Izatès, ses six frères et toute leur famille se sont convertis au judaïsme. Dans le Talmud, Hélène est souvent représentée accompagnée par ses fils, qui ont eux aussi vécu en Judée, Galilée et Samarie. Flavius Josèphe indique explicitement que dans ce tombeau ont été inhumés Hélène et son fils, le roi Izatès II. D'autres membres de la dynastie Monobaze y ont probablement aussi été inhumés.
La reine d'Adiabène et ses fils sont connus pour avoir soutenu les juifs de la région après leur conversion, et pour y avoir résidé très régulièrement en étant présents assidûment lors des grandes fêtes religieuses. Hélène et ses fils ont aussi déployé d'énormes efforts pour approvisionner la région et sa population lors d'une grande famine qui eut lieu vers 45. Des cadeaux somptueux fait par la famille au Temple de Jérusalem sont aussi mentionnés dans le Talmud. Les fils d'Hélène, les rois Monobaze II et Izatès III, sont aussi les seuls souverains de la région qui ont soutenu les révoltés juifs pendant la Première Guerre judéo-romaine (66-70).

## Historique de la découverte

### Premières mentions historiques
Après Flavius Josèphe, d'autres auteurs antiques parlent de ce tombeau. Au IIe siècle, il est décrit par le géographe grec Pausanias comme la deuxième plus belle tombe au monde, après le mausolée d'Halicarnasse. Pausanias parle d'un mécanisme secret qui permet d'ouvrir ce tombeau.
Au IVe siècle, Eusèbe, qui fut l'évêque de Césarée en Samarie pendant trente ans, écrit :

« On trouve encore aujourd'hui des stèles remarquables de cette Hélène dont parle Josèphe, dans les faubourgs de la ville qui porte aujourd'hui le nom d'Ælia (les Romains avaient rebaptisé Jérusalem en Ælia Capitolina). Il y est dit qu'elle a régné sur la nation des Adiabéniens. »

Les stèles dont parle Eusèbe sont probablement les trois pyramides qui étaient construites au-dessus du tombeau et qui ont aujourd'hui disparu.
Saint Jérôme (IVe siècle), qui vécut lui aussi plus de trente ans dans la région, et par la suite d'autres auteurs comme Léroubna d'Édesse (entre le Ier et le Ve siècle) ou Moïse de Khorène (qui avait visité Jérusalem vers le VIIe siècle), parlent eux aussi de ce tombeau comme s'il était toujours apparent et l'attribuent toujours à la reine Hélène. C'est donc plus tard que cette identification s'est perdue.
Au XIVe siècle, Marino Sanuto indique que le « tombeau d'Hélène » se situe non loin de « l'église du tombeau de la Vierge », alors que les deux sites sont distants de plus de 2 km.
Selon une tradition juive attestée au milieu du XVIIe siècle, il s'agirait du tombeau de Ben Kalba Savoua, qui selon des traditions contestées serait le père de Rachel, femme de Rabbi Akiva,. Pour Robert Eisenman, la littérature juive associe ce tombeau et Ben Kalba Savoua. Une autre tradition, rapportée au nom d'Isaac Louria, attribue la tombe à Nakdimon [Nicodème] ben Gorion, qui faisait partie, avec Ben Kalba Savoua, des trois hommes les plus riches de Jérusalem à l'époque de Vespasien.
En 1811, Chateaubriand parvient à identifier ce Tombeau des rois avec celui de la reine d'Adiabène, grâce aux textes de Flavius Josèphe et de Pausanias dans son livre Itinéraire de Paris à Jérusalem.
Une légende ancienne prétendant que le tombeau abritait un trésor, le gouverneur ottoman de Jérusalem entreprit des fouilles en 1847, qui ne donnèrent rien mais qui endommagèrent beaucoup le site.

### Rôle déterminant de Félicien de Saulcy

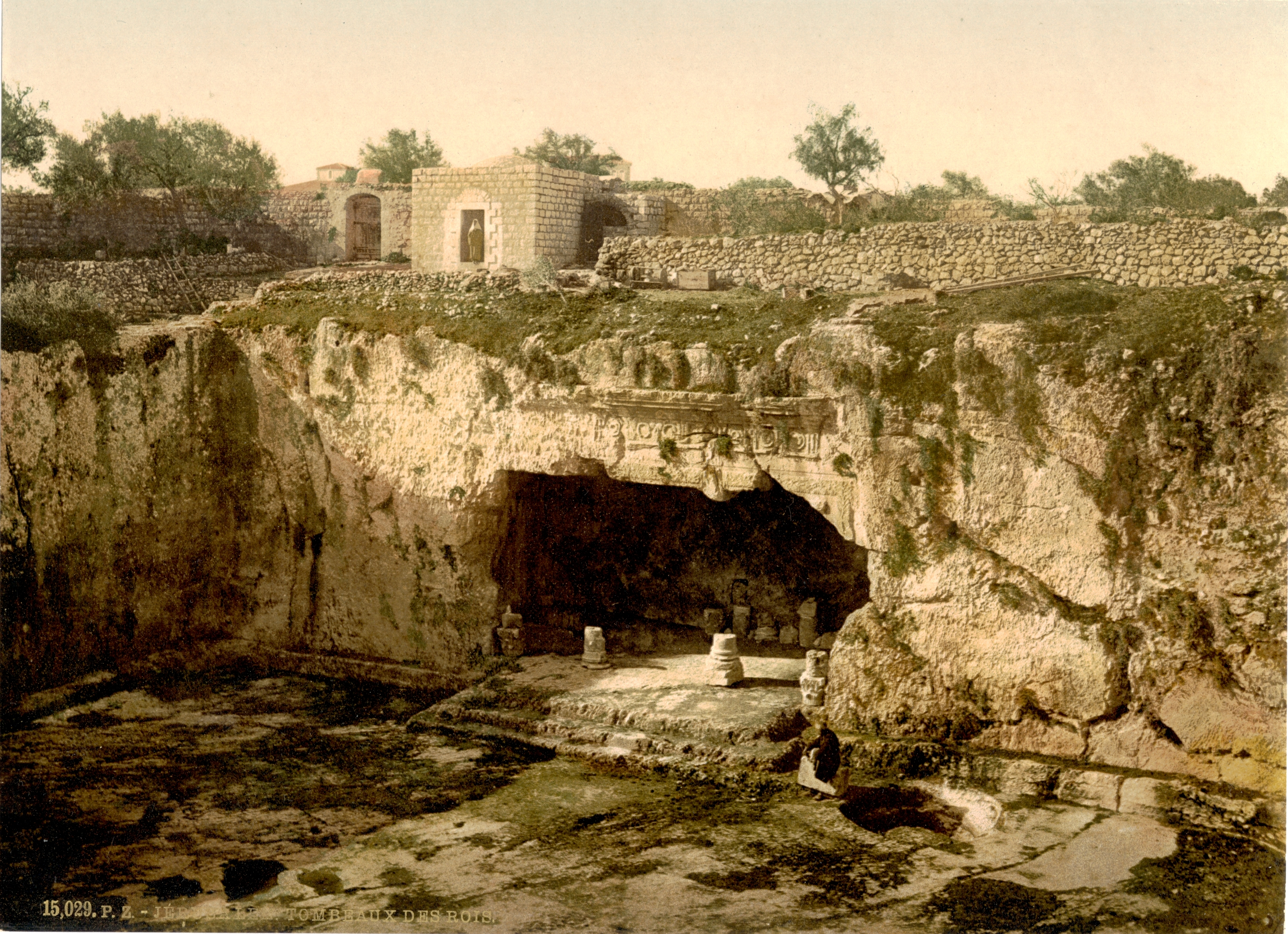
Le tombeau des Rois entre 1890 et 1900.

Au XIXe siècle, lorsque des archéologues commencèrent à s'intéresser au lieu, le site était appelé tombeau des Rois (Q'bour-el-Molouk ou Q'bour-es-Selathin), par la population en général, et tombe de Kalba Savoua par la population juive en particulier. Des sondages et des fouilles furent réalisés par des archéologues français, dont Félicien de Saulcy en 1851. Lorsqu'il rapporte au Louvre des fragments de sarcophages, qu'il considère comme provenant de la sépulture des rois David et Salomon, c'est l'étonnement général. En effet, devant la monumentalité des installations funéraires, Saulcy fut persuadé qu’elles hébergeaient les sépultures des grands rois de la Bible. Il effectua même un rapport en ce sens devant l'Académie des inscriptions et belles-lettres. Mais cette identification était peu vraisemblable, tant sur le plan stylistique que sur celui de la datation. Elle fut rapidement écartée au profit du point de vue d'Edward Robinson, qui le premier avait identifié le site comme le tombeau d'Hélène d'Adiabène. Le lieu n’en conserva pas moins le nom de « tombeau des Rois ».

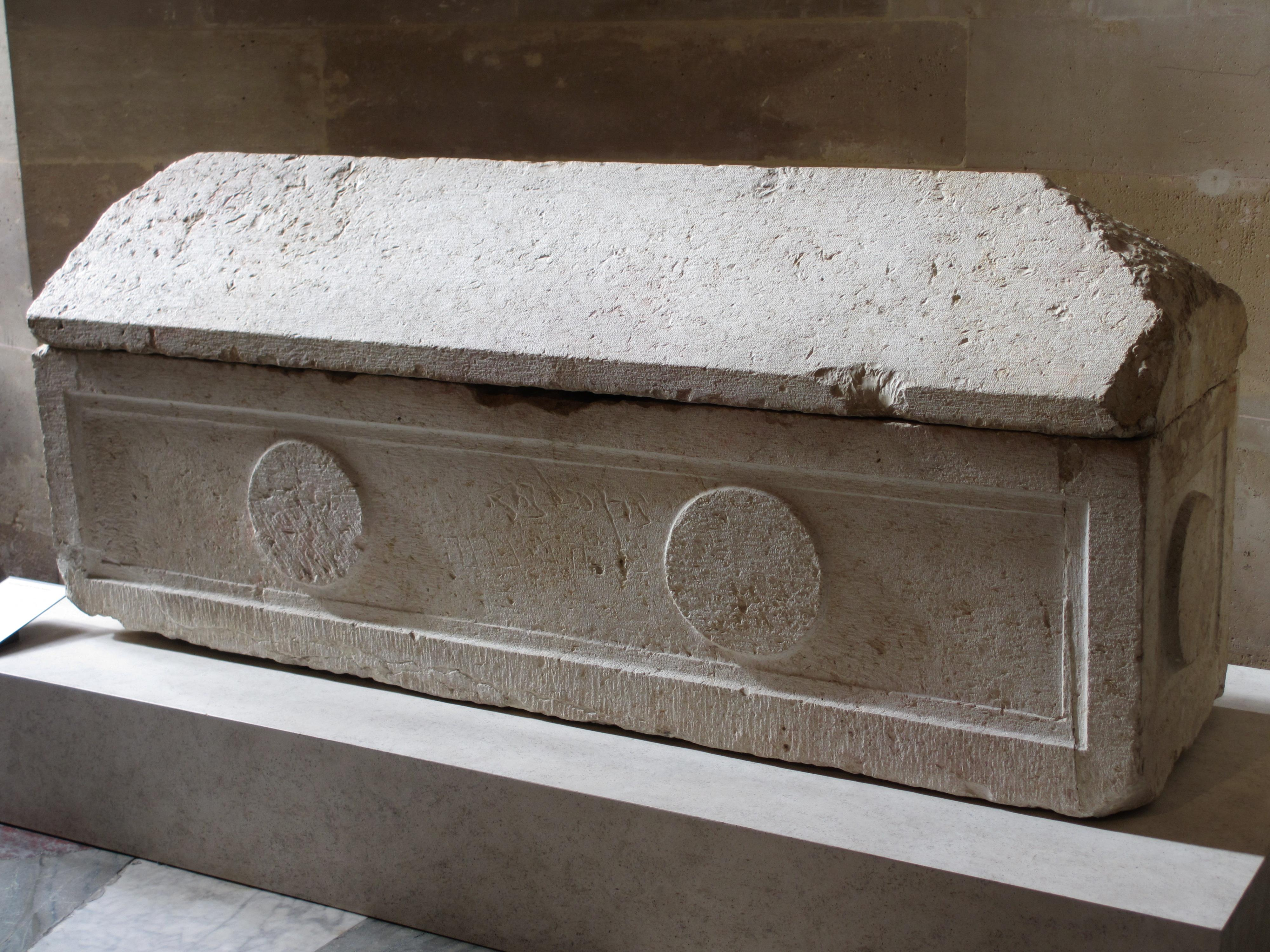
Le sarcophage d'Hélène d'Adiabène avec au centre l’inscription Saddan reine et Saddah reine.

Toutefois, pour faire taire ses détracteurs, Saulcy reprend les fouilles en 1863 car, dès sa première visite, il avait noté la présence de trois couvercles de sarcophage. Lors de la nouvelle campagne de fouilles, on découvrit un sarcophage portant l'inscription Tzada Malchata. Il fut identifié à celui de la reine Hélène d'Adiabène, puis transféré au musée du Louvre avec l'accord des autorités archéologiques ottomanes. Saulcy n'admit cependant jamais cette conclusion, pourtant largement partagée par la communauté scientifique de l'époque.
Une autre campagne de fouilles eut lieu en 1867 sous la direction de Charles Clermont-Ganneau.

### Achat du site par le Consul de France Salvator Patrimonio
En 1864, les frères Pereire, célèbres banquiers du Second Empire, entament des négociations pour acheter le site sur les recommandations de Félicien de Saulcy. La famille Pereire achète finalement le site en 1878 « pour le conserver à la science et à la vénération des fidèles enfants d'Israël ». Le titre de propriété est établi au nom de Salvator Patrimonio, consul de France à Jérusalem de 1873 à 1881. 
Le site est donné à la France en 1886par Henri Peireire alors qu'il n'en a pas le droit sur le plan juridique étant donné qu'il n'est pas l'héritier de Berthe Amélie Bertrand, la femme qui a acheté le tombeau, (pour le donner à la communauté juive), par l'intermédiaire du consul de France de l'époque, Salvador Patrimonio qui étrangement ne fait pas de transfert de nom et conserve le sien apposé. L'achat se fait en collaboration avec les Frères Pereire, et Henri Péreire, entreprend son don alors que Berthe est encore en vie, ainsi les conditions de ce don sont douteuses. Pour conclure sur les conditions du don, le document attestant du don rédigé par Henri Pereire n'est pas signé ce qui pèse encore pour qualifier ce don de quasi-spoliation.  
Du fait de la législation ottomane, qui ne connaît pas la personne morale, le site ne fut pas donné à la France, mais directement au consul de France à Jérusalem. Le site est l'un des quatre territoires français en Terre sainte (les autres sont l'église du Pater Noster de Jérusalem, aussi appelée Éléona, sur le mont des Oliviers ; l'église Sainte-Anne de Jérusalem ; et l'abbaye bénédictine d'Abou Gosh).

## Restaurations récentes
La République française a engagé depuis 2007 d'importants travaux de restauration et de sécurisation du site. 
En 2007 et 2008, des études documentaires et historiques sont menées. Des fouilles archéologiques suivent en 2008-2009, effectuées par l'École biblique et archéologique française de Jérusalem sous la direction de Jean-Baptiste Humbert. Elles confirment que le tombeau n'a jamais été achevé. Pour J.-B. Humbert, le site convient mieux, par son ampleur, à l'ambition d'Agrippa Ier qu'à la reine d'Adiabène. Celle-ci aurait repris le projet abandonné après la mort prématurée d'Agrippa Ier. On ne sait pas exactement où se trouvaient les mausolées (ou les pyramides) qui marquaient l'emplacement du tombeau selon Flavius Josèphe. La plupart des restitutions proposent de les situer à l'ouest de la cour, au-dessus du vestibule. 
De nouvelles fouilles ont été menées en 2012 par Jean-Sylvain Caillou, de l'École biblique et archéologique française. Il s'agissait « de vérifier si les traces de ces édifices s'étaient conservées au nord de la grande cour, dans l'axe du porche cintré y donnant accès. » Ces fouilles ont montré que cette hypothèse n'était pas réaliste. En revanche, une monnaie datant de 54 a été retrouvée dans la couche de cailloutis qui recouvrait le sol de la grande cour, irrégulier à cause des tranchées de havage et des blocs en attente, pour constituer un sol plan. Cette pièce est un indice précieux pour dater l'arrêt des travaux. Elle est pleinement compatible avec la mort d'Hélène d'Adiabène, décédée en 56-58. Mais elle peut aussi convenir pour la date de la disparition d'Agrippa Ier, en 44.
En parallèle, des travaux d'entretien sont menés sur le site : étanchéité du vestibule (2009), rénovation de la façade monumentale (2012), structure métallique de soutien du vestibule (2017), accessibilité et embellissement du site (2018).

## Traditions juives
Une tombe supposée être celle de Kalba Savoua est soit ce tombeau des Rois, soit située juste à côté, à environ un kilomètre au nord de Jérusalem. Les Juifs vénèrent grandement ce lieu. Cette vénération est mentionnée au XIIe siècle par Benjamin ben Eliya le karaïte, lors de son alya. Mais aucune tombe retrouvée à l'endroit indiqué ne porte le nom de Kalba Savoua.
Une autre tradition, rapportée au nom d'Isaac Louria (XVIe siècle), attribue dans le même secteur une tombe à Nakdimon [Nicodème] ben Gourion. Ces deux traditions sont notables, car Nicodème et le fils de Kalba Savoua appelé Ben Kalba Savoua faisaient partie des trois hommes les plus riches de Jérusalem à l'époque de Vespasien (empereur de 69 à 79). Ces traditions pourraient indiquer que cette zone était particulièrement prisée par les citoyens les plus riches pour y installer leur sépulture.
Selon le traité Guittin (Mishna), Nakdimon ben Gourion, Ben Kalba Savoua et Ben Tzitzit haKesset possédaient dans leurs greniers des réserves de nourriture qui auraient suffi pour soutenir un siège pendant vingt-et-un ans. Mais comme ils étaient en faveur de l'apaisement avec la puissance romaine, leurs réserves de grains, d'huile et de bois auraient été brûlées par les zélotes. Jérusalem aurait alors connu une terrible famine.
Le midrash, pour sa part, parle abondamment des citernes de Nakdimon ben Gourion, destinées à abreuver la foule des pèlerins qui envahissait Jérusalem à l'occasion des trois fêtes.
À la fin du XIXe siècle, le site était l'objet de dévotions de la part des Juifs de Jérusalem, pendant les fêtes de Pessah et de Hanoucca.[réf. nécessaire]
L'accès et l'usage de ce lieu font polémique. Bien qu'acheté par les frères Pereire « pour le conserver à la science et à la vénération des fidèles enfants d'Israël », puis donné à la France dans le même objectif, il reste peu accessible et l'entrée est payante. De plus, des Israéliens voudraient en faire un lieu saint et de prières, ce qui engendrerait une fréquentation accrue peut-être nuisible à la préservation du site. Mais surtout, le consulat de France le met à la disposition d'une association culturelle palestinienne depuis 1997 afin d'y organiser des concerts, ce qui provoque l'indignation des Israéliens.
Depuis septembre 2018, des rabbins israéliens ultra-orthodoxes organisent des prières devant les grilles du tombeau des Rois. En 2019, une association cultuelle juive a engagé une procédure judiciaire pour assigner le Quai d'Orsay et le consulat de France à Jérusalem devant le tribunal : elle revendique la propriété du monument,.
Après 10 ans de fermeture et un million d'euros de travaux, la France rouvre le 27 juin 2019 le site à la visite payante de personnes préalablement enregistrées sur Internet. Des incidents éclatent lorsque des juifs ultra-orthodoxes, qui réclament un droit d'accès illimité, tentent d'y pénétrer sans billet pour prier. Le site est à nouveau fermé au public. Il est rouvert par les autorités françaises le 24 octobre 2019, deux fois par semaine et uniquement sur réservation.